# IC 2549
IC 2549 је спирална галаксија у сазвјежђу Мали лав која се налази на листи објеката дубоког неба у Индекс каталогу.
Деклинација објекта је + 36° 27' 55" а ректасцензија 10h 10m 10,1s. Привидна величина (магнитуда) објекта IC 2549 износи 15,4 а фотографска магнитуда 16,2. IC 2549 је још познат и под ознакама CGCG 183-2, CGCG 182-81, NPM1G +36.0203, KUG 1007+367, PGC 29592.